# Nesoxenia puella
Nesoxenia puella är en trollsländeart som beskrevs av W. Foerster 1898. Nesoxenia puella ingår i släktet Nesoxenia och familjen segeltrollsländor. Inga underarter finns listade i Catalogue of Life.